# Громадський форум Львова
Громадський форум Львова (ГФЛ) — мережа, що об'єднує (станом на травень 2009) понад 150 львівських лідерів громадських рухів та організацій — суспільно-політичних, наукових, жіночих, екологічних, підприємницьких, благодійних, медичних, правозахисних та інших.
ГФЛ створено з ініціативи членів Комітету підприємців Львівщини 29 вересня 2005 року як «Громадський форум порятунку Львова».
Завдання Форуму — налагодження комунікації між лідерами громадських рухів, взаємодії між ними та їх організаціями для колективного вирішення наявних проблем, підтримка та об'єдннання суспільно — корисних громадських ініціатив, обмін досвідом, надання методичної та організаційної допомоги.
Мета ГФЛ — розвиток, розширення та зміцнення громадських ініціатив і рухів, їх посилення шляхом взаємодії та систематизації діяльності; створення та розвиток громадських інституцій; утвердження громадського руху як незалежного, впливового чинника суспільно-політичних процесів міста Львова; громадський контроль за діями влади, участь громадськості в прийнятті рішень та управлінні містом.
Методи діяльності ГФЛ передбачають усі дозволені законом форми громадського лобіювання та громадянського протесту, круглі столи, мітинги, пікети та інше. Найголовніший інструмент форуму — оперативне і об'єктивне інформування громади про дії влади. ГФЛ практикує також правовий захист інтересів громадян у судах.
Структура ГФЛ: мережа організацій різного спрямування; секції ГФЛ, до яких входять лідери та активісти громадських організацій та рухів однакового спрямування, авторитетні фахівці; координаційна Рада ГФЛ з координаторів секцій; голова координаційної ради Громадського форуму Львова.
Члени ГФЛ дотримується кодексу честі Форуму. Членські внески відсутні, фінансування діяльності здійснюється на підставах добровільних пожертв членів та симпатиків Форуму. Діяльність та фінансування здійснюється на умовах відкритості та гласності.
Найпомітніші акції: перша акція Форуму — зняття з посади міського голови Любомира Буняка; наметове містечко для безпритульних; боротьба проти незаконної і нефахової реконструкції площі Ринок; акції та судові процеси щодо впорядкування тарифів на водо-теплопостачання.
Діяльність здійснюється шляхом засідань в секціях, участі в робочих групах, проведення круглих столів тощо на територіях громадських організацій, учасників форуму.
Головою координаційної ради (координатором) Громадського форуму Львова є Олег Мацех. В секретаріаті ГФЛ працюють секретар та прес-секретар.